# Zvjezdan Misimović
Zvjezdan Misimović (*Múnich, Alemania, 5 de junio de 1982), futbolista bosnio, nacido en Alemania. Juega de volante y actualmente se encuentra sin equipo. Misimović es el cocapitán de la selección de fútbol de Bosnia y Herzegovina y el jugador con más partidos jugados con el equipo.

## Selección nacional
Es el cocapitán de la Selección de fútbol de Bosnia Herzegovina, ha jugado 72 partidos internacionales y ha anotado 23 goles. Actualmente es el jugador con más partidos jugados con su selección.
Luego de ser incluido en la lista preliminar de 24 jugadores en mayo de 2014, Misimović fue confirmado el 2 de junio en la lista final de 23 que representaron a Bosnia y Herzegovina en la Copa Mundial de Fútbol de 2014.

### Participaciones en Copas del Mundo
| Mundial                        | Sede   | Resultado    |
| ------------------------------ | ------ | ------------ |
| Copa Mundial de Fútbol de 2014 | Brasil | Primera fase |

### Estadísticas con la selección
| País   | PJ | Goles | Periodo     |
| ------ | -- | ----- | ----------- |
| Bosnia | 72 | 23    | 2004 - 2014 |

## Clubes
| Club            | País     | Año       |
| --------------- | -------- | --------- |
| Bayern Munich   | Alemania | 2000-2004 |
| VfL Bochum      | Alemania | 2004-2007 |
| 1. FC Nürnberg  | Alemania | 2007-2008 |
| VfL Wolfsburgo  | Alemania | 2008-2010 |
| Galatasaray SK  | Turquía  | 2010      |
| FC Dinamo Moscú | Rusia    | 2011-2013 |
| Guizhou Renhe   | China    | 2013-2018 |

## Palmarés

### Campeonatos nacionales
| Título     | Club       | País     | Año  |
| ---------- | ---------- | -------- | ---- |
| Bundesliga | Wolfsburgo | Alemania | 2009 |